# نهائي كأس إفريقيا للأندية البطلة 1985
نهائي كأس أفريقيا للأندية البطلة 1985 هي المباراة النهائية للنسخة 21 من دوري أبطال أفريقيا .
توج الجيش الملكي المغربي بالكأس لأول مرة في تاريخه على حساب بيليما .

## الفرق
| الفريق       | مشاركة سابقة (الخط الغليظ يشير إلى بطل تلك النسخة) |
| ------------ | -------------------------------------------------- |
| بيليما       | 1 (1980)                                           |
| الجيش الملكي | 0                                                  |

## النهائي

### الذهاب
| الجيش الملكي | 5–2   | بيليما |
| ------------ | ----- | ------ |
|              | تقرير |        |

### الإياب
| بيليما | 1–1   | الجيش الملكي |
| ------ | ----- | ------------ |
|        | تقرير |              |